# Tweede Slag bij Dalton
De Tweede Slag bij Dalton vond plaats op 14 augustus en 15 augustus 1864 in Whitfield County, Georgia tijdens de Amerikaanse Burgeroorlog.
De Zuidelijke cavalerie aangevoerd door generaal-majoor Joseph Wheeler voerde in het noorden van Georgia raids uit tegen de aanvoerlijnen van William T. Shermans Noordelijk leger. Op 14 augustus eiste Wheeler de overgave van het Noordelijke garnizoen van Dalton. De Noordelijke bevelhebber kolonel Bernard Laibodlt weigerde en kon met succes de vijand buiten Dalton houden.
Op 15 augustus staakte Wheeler met de aanvallen op Dalton. Op het moment dat hij zich wou terugtrekken arriveerden Noordelijke eenheden van het District of Etowah onder leiding van generaal-majoor James B. Steedman. De gevechten duurden vier uur tot de Zuidelijken zich volledig terugtrokken.